# Arma semiautomàtica

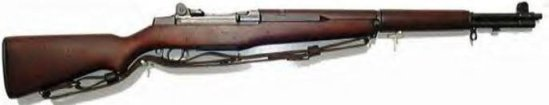
Fusell semiautomàtic M1 Garand utilitzat per l'Exèrcit dels Estats Units durant la Segona Guerra Mundial.

Una arma semiautomàtica és aquella arma de foc que utilitza els gasos provocats pel tret del projectil per introduir un nou cartutx a la recambra i amartellar l'arma per a poder realitzar un altre tret. A diferència de les armes totalment automàtiques, les armes semiautomàtiques necessiten que el gallet sigui pressionat cada vegada que es vulgui realitzar un tret.

## Funcionament
L'arma semiautomàtica utilitza els gasos o el retrocés del primer tret que es fa per treure el casquet de la recambra i fer retrocedir l'agulla percussora, de manera que aquesta acció es repetirà fins i tot encara que l'arma esgoti la seva munició, ja que en recarregar-la, es necessitarà accionar manualment l'agulla percussora.